# Vincenzo Paglia

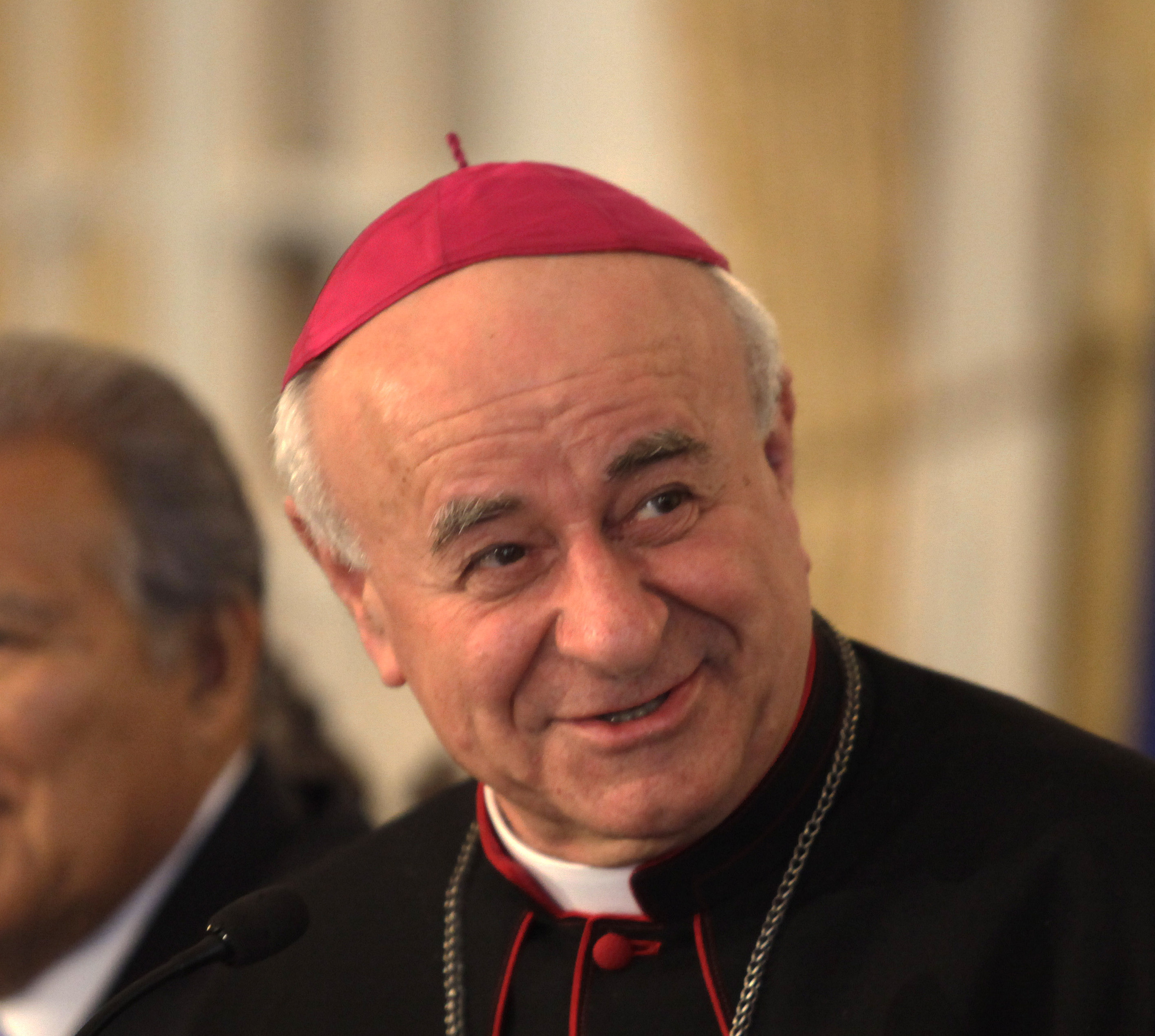
Erzbischof Vincenzo Paglia (2015)

Erzbischofswappen von Vincenzo Paglia

Vincenzo Paglia (* 20. April 1945 in Boville Ernica, Provinz Frosinone, Italien) ist ein italienischer Kurienerzbischof der römisch-katholischen Kirche. Er leitete von 2016 bis 2025 als Präsident die Päpstliche Akademie für das Leben. Zuvor war er Präsident des Päpstlichen Rats für die Familie.

## Leben
Vincenzo Paglia studierte Theologie und Philosophie an der Lateranuniversität und Pädagogik an der Universität Urbino. Er empfing die Priesterweihe am 15. März 1970 in Rom. Vincenzo Paglia gehört zum Gründungspersonal der 1968 entstandenen geistlichen Gemeinschaft Sant’Egidio, als deren Mitglied er sich sozial und politisch engagierte und deren kirchlicher Assistent er viele Jahre lang war. Er war von 1981 bis 2000 Pfarrer an der Basilika Santa Maria in Trastevere in Rom und wurde zum Postulator des Seligsprechungsprozesses für den Erzbischof von San Salvador, Óscar Romero, ernannt.
Papst Johannes Paul II. ernannte ihn am 4. März 2000 zum Bischof von Terni-Narni-Amelia. Die Bischofsweihe spendete ihm der Erzpriester der Lateranbasilika, Camillo Kardinal Ruini, am 2. April desselben Jahres. Mitkonsekratoren waren Kurienerzbischof Giovanni Battista Re und sein Amtsvorgänger Franco Gualdrini. Die Amtseinführung im Bistum Terni-Narni-Amelia fand zwei Wochen später statt.
Von 2002 bis 2014 war er Präsident der Internationalen Katholischen Bibelföderation und von 2004 bis 2009 auch Vorsitzender der Kommission Ökumene und Dialog  der italienischen Bischofskonferenz. Seit 2019 war er Präsident von Family International Monitor.
Vincenzo Paglia spielte eine wichtige Rolle im Dialog zwischen dem Heiligen Stuhl und der russisch- und rumänisch-orthodoxen Kirche und verfolgte mit besonderer Aufmerksamkeit die Situation auf dem Balkan. Er war der erste Priester, der vor den freien Wahlen im März 1991 die Erlaubnis zur Einreise nach Albanien erhielt. Er gehörte der Päpstlichen Delegation für den ersten Pastoralbesuch in Albanien an und erreichte in dieser Eigenschaft die Wiedereröffnung des Priesterseminars und die Rückgabe der Stephanskathedrale in Shkodra. Besonders intensiv engagierte er sich im Kosovo, wo es ihm gelang, die einzige Vereinbarung zwischen Slobodan Milošević und Ibrahim Rugova über die Vereinheitlichung des Schulsystems in der Region zu erreichen und die Freilassung Rugovas während des Krieges 1999 zu erwirken.
Am 26. Juni 2012 wurde er von Papst Benedikt XVI. in Nachfolge von Kurienkardinal Ennio Antonelli zum Präsidenten des Päpstlichen Familienrates und Erzbischof ad personam ernannt.
Papst Franziskus ernannte ihn am 15. August 2016 im Zusammenhang mit der Errichtung des Dikasteriums für Laien, Familie und Leben zum Großkanzler des Päpstlichen Instituts Johannes Paul II. für Studien zu Ehe und Familie und zum Präsidenten der Päpstlichen Akademie für das Leben. Mit der Auflösung des Päpstlichen Rates für die Familie zum 1. September desselben Jahres endete seine Tätigkeit als dessen Präsident.
Paglia wurde am 19. Mai 2025 durch Baldassare Kardinal Reina als Großkanzler des Päpstlichen Theologischen Instituts Johannes Paul II. für Ehe- und Familienwissenschaften abgelöst. Am 27. Mai 2025 erfolgte auch die Ablösung als Präsident der Päpstlichen Akademie für das Leben.
Er hat mit dem Lehrstuhl für Zeitgeschichte an der Universität La Sapienza in Rom zusammengearbeitet und Beiträge zur Sozial- und Religionsgeschichte sowie zur Geschichte der Armut veröffentlicht. Im Februar 2019 veröffentlichte er den „Rome Call“ über Ethik und künstliche Intelligenz. Er ist der Gründer des Filmfestivals People and Religions in Terni.

## Ehrungen und Auszeichnungen
Für seinen Einsatz für den Frieden erhielt er 1999 die Gandhi-Medaille der UNESCO und 2003 den Mutter-Teresa-Preis der albanischen Regierung. Außerdem erhielt er den Ibrahim-Rugova-Preis der Regierung des Kosovo und den Noble Amigo-Preis der Regierung von El Salvador, den Premio San Valentino d'oro, den Premio per il Dialogo Città di Orvieto sowie die Preise Grinzane Terra d'Otranto und Ernest Hemingway Lignano Sabbiadoro und von Patriarch Alexis den Preis Third Century of Saint Daniel Prince of Moscow.

## Mitgliedschaften
Vincenzo Paglia war Mitglied folgender Institution der römischen Kurie:
- Päpstlicher Rat zur Förderung der Neuevangelisierung (2011–2022)[7]
- Kongregation für die Evangelisierung der Völker (2017–2022)[8]
- Kongregation für die Selig- und Heiligsprechungsprozesse (2018–2025)[9]

## Schriften
- Carta a Un Amigo Que No Cree,  Ciudad Nueva 2006, ISBN 950-586-205-9 (spanisch)
- Die sieben Worte Jesu am Kreuz, Echter-Verlag Würzburg 2011, ISBN 3-429-03402-7
- Das Wort Gottes jeden Tag 2014/2015, Echter-Verlag Würzburg 2014, ISBN 978-3-429-03762-8